# Ophiomyia texana
Ophiomyia texana är en tvåvingeart som beskrevs av Malloch 1913. Ophiomyia texana ingår i släktet Ophiomyia och familjen minerarflugor. Inga underarter finns listade i Catalogue of Life.